# Optimaten
Optimaten (lateinisch optimates ‚die Besten‘, Singular: optimus; seltener boni ‚die Guten‘ genannt) waren die Vertreter der konservativen Aristokratie und die Verfechter der Vorherrschaft des Senats in der späten Römischen Republik. Die Optimaten waren keine Partei im modernen Sinne. Der Begriff bezeichnet eher eine Methode, Politik zu machen: Aus Sicht der Optimaten lagen alle wichtigen Entscheidungen im römischen Staat beim Senat, während die Popularen, die ebenfalls Aristokraten waren, sich für die Durchsetzung ihrer Ziele auf die Volksversammlung stützten.

## Entstehung
Die Bezeichnungen Optimaten und Popularen tauchten zuerst in Bezug auf die Zeit der Gracchischen Reformen ab 133 v. Chr. auf. Die erste Anwendung des senatus consultum ultimum im Jahr 121 gegen Gaius Sempronius Gracchus kann als eine Art „Gründungsdatum“ für die optimatische Gruppe gesehen werden. Der Begriff optimates als Gegenbegriff zu populares ist allerdings erst spät belegt, insbesondere bei Cicero, der sich selbst zu den Optimaten zählte.
Im 2. Jahrhundert v. Chr. begannen Aristokraten, die im Senat keine Mehrheit für ihre Vorhaben fanden, sich entgegen der Tradition direkt an die Volksversammlung zu wenden: Ohne Senatoren wie die Gracchen bzw. ohne ihre „popular“, also durch Berufung auf die Volksversammlung, durchgebrachten Gesetze hätten sich die Optimaten als Verfechter der traditionellen Senatsherrschaft nicht organisiert. Diese Reaktion kann als Zeichen der Ratlosigkeit und Schwäche der konservativen Senatoren gesehen werden: Zum ersten Mal in der Geschichte der Republik arbeiteten nun Männer aus ihrem eigenen Kreis unter Zuhilfenahme des Volks gegen sie, statt einen Kompromiss im Senat anzustreben. Tiberius Gracchus stellte die Senatsmehrheit nicht nur in ihrem Selbstverständnis bloß, er manövrierte sie zudem in eine Situation, für die sie keine Handlungsschemata kannten und die ihre auctoritas in Frage stellte. Plakativ gesagt, hätte es ohne die senatorischen Nutzer der „popularen Methode“ auch keine Optimaten gegeben. Der Konflikt zwischen Optimaten und Popularen war also vor allem ein Ausdruck der eskalierenden Rivalität innerhalb der römischen Senatsaristokratie, und nicht, wie man früher glaubte, zwischen Adel und Volk.

## Politische Ausrichtung
Politisch und sozial gesehen waren die Optimaten eine relativ homogene Gruppierung mit wechselnder Besetzung, die die Senatsmehrheit bildete und sich mithin auf sich selbst stützte. Ihre politische Tätigkeit war fast immer als Reaktion auf populare Aktionen zu verstehen. Nur dann, wenn die Tagespolitik es erforderte, schlossen sich die führenden Familien und ihre Anhänger zusammen. Waren ihre Interessen nicht in Frage gestellt oder gefährdet, gab es auch keine optimatische Gruppe. Hierzu kam es dann, wenn Aristokraten, die im Senat keine Mehrheit finden konnten, versuchten, ihre Interessen stattdessen mit Hilfe der Volksversammlung durchzusetzen – diese Politiker nannte man Popularen. Sie hatten ebenso wie die Optimaten kein festes politisches Programm und keine feste Besetzung. Vielmehr finden sich Einzelpersönlichkeiten innerhalb der Nobilität, die auf populare Aktionen anderer reagierten und ihre Anhängerschaft mobilisierten, wozu nicht nur Klientel zählten, sondern auch befreundete oder persönlich verbundene nobiles. Sowohl Optimaten als auch Popularen gehörten mithin zur Nobilität, und der Konflikt zwischen ihnen war im Kern ein Machtkampf innerhalb der Aristokratie.
Sprachlich ist der Begriff optimates mit ἄριστοι verwandt und bezeichnet die, die sich für die Besten in einem Staat hielten – den Adel bzw. im römischen Sinne die Nobilität. Sie beriefen sich auf die Tradition und sahen sich durch sie legitimiert. Die Optimaten bildeten sich dabei aus jenen Vertretern der Nobilität, die den alten Zustand der ungefährdeten Senatsherrschaft, der in der späten Republik nicht mehr vorhanden war, wiederherstellen wollten. Mit anderen Worten: Diejenigen Politiker, die die Mehrheit im Senat hinter sich hatten, waren zugleich Optimaten, da ihnen im Gegensatz zu popularen Politikern daran gelegen sein musste, die Autorität und den politischen Führungsanspruch dieses Gremiums zu bewahren. Es war das Ziel der Optimaten, die Macht des Senats zu sichern und zu erweitern, während die Popularen als Minderheit unter den Senatoren notgedrungen eine andere Politikkonzeption vertraten: Sie ließen Gesetze auch ohne Beteiligung des Senats allein durch die Volksversammlung beschließen und schwächten damit die Stellung des Senats. Die Optimaten dagegen rückten den Senat ins Zentrum der legitimen politischen Entscheidung.
Das Instrument dieser Politiker war die sog. „optimatische Methode“: Gelang es nicht, die Gegner politisch auszumanövrieren oder durch eine Anklage vor Gericht auszuschalten, so war Ausdruck dieser Methode stets ein Senatsbeschluss (senatus consultum). Die erste Stufe war die Feststellung, eine politische Handlung eines popularen Politikers sei contra rem publicam, also gegen die Republik bzw. ihr Wohl gerichtet. Damit wurden entweder bereits durchgeführte Schritte missbilligt oder es war eine implizite Aufforderung, geplante zu unterlassen. Die zweite und weitaus folgenreichere Entschließung war das senatus consultum ultimum. Nach Cicero, der allerdings selbst zu den Optimaten zählte, war es ein Mittel, um Schaden von der Republik abzuwenden. Somit wurde die außerordentliche Vollmacht, einen Staatsnotstand mit allen notwendigen Mitteln zu beheben, und das Wohl der Republik (salva res publica) wiederherzustellen, an die Konsuln übertragen. Auch wenn Sallusts Beschreibung nach fast diktatorischer Gewalt klingt, entsprach die Bevollmächtigung der obersten Amtsträger nicht der Amtsgewalt eines Diktators. Ob das senatus consultum ultimum überhaupt verfassungskonform war, wurde nie geklärt; strenggenommen lag die Souveränität in Rom nicht beim Senat, sondern bei den Volksversammlungen, weshalb man argumentieren kann, dass die Optimaten hier ein Recht usurpierten, das dem Senat eigentlich nicht zustand.
Den Gipfel ihrer Macht erreichten die Optimaten unter der Diktatur Sullas (82–79 v. Chr.). Während seiner Herrschaft wurde der Senat von 300 auf 600 Männer erweitert, und eine große Zahl von (angeblichen) Popularen wurde mittels Proskriptionslisten ermordet. Nach Sullas Tod wurden jedoch viele Senatsbefugnisse wieder eingeschränkt, und vor allem untergrub seine Gewaltherrschaft das Ansehen des Senats in empfindlicher Weise. Bereits Sullas Anhänger Pompeius bediente sich daher, obwohl er eigentlich zu den Optimaten gezählt wurde, der popularen Methode, was anschaulich illustriert, dass man der Unterscheidung zwischen den beiden Gruppen nicht zu viel Gewicht beimessen darf. Am Ende konnten die Optimaten nicht verhindern, dass ehrgeizige Aristokraten wie Gaius Iulius Caesar und Octavian die populare Methode nutzten, um die Herrschaft des Senats ein für alle Mal durch eine Monarchie zu ersetzen – die Niederlage der Optimaten entsprach dem Ende der res publica libera.
Herausragende Vertreter der Optimaten waren Sulla, Cato der Jüngere und Cicero, der als homo novus allerdings nie völlig von den Optimaten akzeptiert wurde.